# Apseudes graciloides
Apseudes graciloides är en kräftdjursart som beskrevs av Knud Hensch Stephensen 1915. Apseudes graciloides ingår i släktet Apseudes och familjen Apseudidae. Inga underarter finns listade i Catalogue of Life.